# Austrelatus kokodensis
Austrelatus kokodensis (лат.) — вид жуков-плавунцов рода Austrelatus из подсемейства Copelatinae (Dytiscidae). Новая Гвинея. Видовое название A. kokodensis дано по месту обнаружения типовой серии (Kokoda).

## Распространение
Встречается в Папуа — Новая Гвинея на острове Новая Гвинея (провинция Центральная, на высоте 410 м над уровнем моря)..

## Описание
Мелкие жуки-плавунцы, длина около 5,6 мм. Представителей можно отличить от близких видов по следующей комбинации признаков: срединная доля гениталий имеет доли дорсального склерита более узкие, левая дорсальная доля без вогнутости при виде слева сбоку и она покрыта мелкими спинулоподобными структурами, её вершина более или менее прямая. Надкрылья с 11+(0-1) бороздками. Голова желтовато-красная, за глазами темнее. Пронотум буровато-чёрный на диске и желтовато-красный по бокам, особенно у передних углов. Надкрылья буровато-чёрные, с отчётливой, довольно широкой, желтовато-красной базальной полосой и большим жёлтым пятном на вершине, часто простирающимся между полосами и латерально. Щитик красновато-коричневый до коричневого. Антенны, другие головные придатки, а также передние и средние ноги желтовато-красные, задние ноги отчётливо темнее, особенно дистально. Брюшная сторона красновато-коричневая до коричневой, бледнее на про- и метавентрите и брюшных вентритах 1-3.